# 阿尔贝托·弗朗切斯基尼

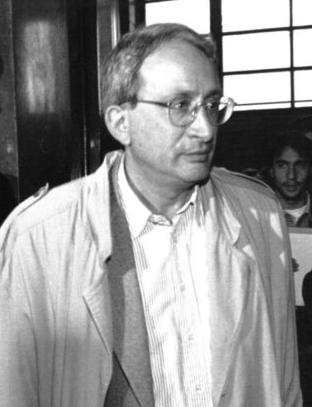
阿尔贝托·弗朗切斯奇尼，1990年代早期

阿尔贝托·弗朗切斯基尼（1947年10月26日—），意大利极左翼组织红色旅的创始人和前领导成员之一，另外一些组织创始成员及领导人是雷纳托·库尔乔、玛格丽塔·卡戈尔与马里奥·莫雷蒂。

## 生平
弗朗切斯基尼出生在雷焦艾米利亚的一个共产党人家庭。他的父亲曾在1930年代因反法西斯活动而被捕，其祖父是意大利共产党的创始人之一。在年轻时，弗朗切斯基尼就成了意大利共产主义青年联合会（FGCI）的成员。
成立于1970年下半年的红色旅，是雷纳托·库尔乔领导的“无产阶级左派”（其前身是城市政治集团，CPM）和一个激进的学生、工人小组，“公寓小组”（Gruppo dell'appartament）合并的结果；弗朗切斯基尼是无产阶级左派同名出版物的编辑。在完全转入地下活动后，红色旅在1972年至1975年三年的时间里，参与制造了一系列爆炸和绑架、谋杀知名人士的活动。1974年，弗朗切斯基尼因组建武装团伙、建立颠覆组织和绑架的罪名而被捕入狱。1992年获释。